# Flesh Eater
Flesh Eater, auch Zombie Nosh (Originaltitel: Flesheater, oder Revenge of the Living Zombies), ist ein US-amerikanischer Low-Budget-Horrorfilm aus dem Jahr 1988, der unter der Regie von S. William Hinzman entstand. Der Zombiefilm beinhaltet zahlreiche Goreeffekte, die über die gesamte Spielzeit verteilt sind.

## Handlung
Es ist Halloween und eine zehnköpfige Gruppe junger Leute fährt in ein abgelegenes Waldstück, um dort ausgelassen mit reichlich Alkohol, Sex und Drogen zu feiern. Unterdessen legt ein nichtsahnender Holzfäller, während seiner Waldarbeit in einem benachbarten Gebiet, ein mit der Inschrift „Dieses Böse wird euch euer Fleisch und Blut nehmen und euch alle zu bösen machen!“ versehenes Grab frei. Er öffnet die Ruhestätte und entdeckt den Leichnam eines totgeglaubten Zombies. Bald darauf wird der Arbeiter von dem Zombie, dem „Flesheater“, gebissen und verwandelt sich ebenfalls zum Untoten.
Die beiden Zombies machen sich getrennt voneinander auf die Suche nach menschlichem Fleisch. Flesheater überfällt ein Paar beim privaten Stelldichein in einer Scheune und tötet beide auf bestialische Weise, während der verwandelte Waldarbeiter den Fahrer der Gruppe attackiert und ebenfalls tötet. Die Angefressenen werden selbst zu Zombies und rasch steigt ihre Anzahl. Zu diesem Zeitpunkt ahnt die Gruppe noch nichts von der bevorstehenden Gefahr. Erst als eine junge Frau von den Zombies angegriffen und schwer verletzt wird, erkennt die Gruppe ihre gefährliche Lage. Sie verschanzen und verbarrikadieren sich in einem leerstehenden Haus, finden ein Telefon und kontaktieren hilfesuchend den Notruf der örtlichen Bezirkspolizei.
Doch das Farmhaus erweist sich trotz intensivster Sicherheitsbemühungen der dezimierten Truppe als Falle. Die Teenies, deren Anzahl sich analog mit der Zahl der Monster ändert, werden bald von einer Übermacht der Untoten überwältigt und bis auf zwei vollständig ausgelöscht. Selbst einem alarmierten Polizisten gelingt es nicht, trotz der Tötung einiger dieser Kreaturen, die Schar der beißenden Monster nennenswert zu beeinflussen. Kurz vor seinem Tod gelingt es ihm aber, einen Bericht an die Polizeizentrale zu übermitteln sowie Verstärkung anzufordern. Zu diesem Zeitpunkt breiten sich die Monster in der ländlichen Umgebung weiter aus und entwickeln sich bald zu einer regelrechten Plage, die ahnungslose Bürger an Halloween töten.
Am nächsten Morgen stellt der Sheriff eine bewaffnete Bürgerwehr zusammen, um unter Ausschluss der Öffentlichkeit die Invasion der Zombies zu bekämpfen. Neben einem Schießbefehl erteilt der Einsatzleiter seinen Leuten noch letzte Instruktionen, bevor er sie auf die erfolgreiche Jagd entlässt. Seinen schießwütigen Leuten gelingt es eine Vielzahl der Wesen zu eliminieren, darunter auch versehentlich die zwei noch lebenden Teenies, die sich die Nacht versteckt hielten.
Am Ende des Films wird die Scheune einer Farm, die als Keimherd der Ausbreitung gilt, kontrolliert niedergebrannt und vom Sheriff einige Stunden später allein inspiziert. Dieser wird dann in den Ruinen vom Flesheater angegriffen und gebissen.

## Kritiken
„Horrorfilm aus der untersten Garagen-Schublade. Der Autor, Regisseur, Hauptdarsteller und Cutter trat bereits in Romeros ‚Night of the Living Dead‘ in Erscheinung – und hat seitdem nichts dazugelernt.“